# Irlande au Concours Eurovision de la chanson 1998
L’Irlande participe au Concours Eurovision de la chanson 1998 à Birmingham, au Royaume-Uni.
Le pays est représenté par la chanson Is Always Over Now?, interprétée par Dawn Martin.

## Sélection

### Réalta '98
Réalta est un concours de chansons lancé en 1995 par RTÉ Raidió na Gaeltachta exclusivement pour les chansons en irlandais. La première édition du concours n'est pas liée au Concours Eurovision, mais de 1996 à 1999, le vainqueur de Réalta se qualifie pour Eurosong. La 4e édition de Réalta a lieu le 31 décembre 1997.
| Artist               | Song                    | Place |
| -------------------- | ----------------------- | ----- |
| Alan Milligan        | Caipín bán              | -     |
| Art Ó Dufaigh        | Céim ar chéim           | -     |
| Brendan Monaghan     | Fonn sin i mo cheann    | -     |
| Caitriona McDermott  | Eist go fóill           | -     |
| Cathal Ó Cathain     | Lúrabóg larabóg         | -     |
| Deirdre Ní Chinnéide | Seo chugainn an samradh | -     |
| Diane Ní Chanainn    | Sráideacha              | -     |
| Melanie O'Reilly     | Chugat an púca          | -     |
| Micheál Ó hAlluráin  | Galar an cheoil         | -     |
| Seán Monaghan        | Ina measc               | 1     |

Ina measc de Seán Monaghan est qualifée pour Eurosong.

### Eurosong
Eurosong 1998 a lieu au RTÉ Television Center à Dublin le 8 mars 1998 et animé par Pat Kenny. 400 candidatures furent soumises pour le concours et huit artistes et chansons sont sélectionnés pour concourir. Les votes de dix jurys régionaux déterminent le gagnant et après la combinaison des votes, "Is Always Over Now? interprété par Dawn Martin est sélectionné comme gagnant.
| Passage | Artiste           | Chanson                | Auteurs-compositeurs       | Points | Place |
| ------- | ----------------- | ---------------------- | -------------------------- | ------ | ----- |
| 1       | Dawn Martin       | Is Always Over Now?    | Gerry Morgan               | 95     | 1     |
| 2       | Partners in Crime | Shine On               | Niall O'Brien-Moran        | 63     | 5     |
| 3       | Ray Doherty       | Cold Shoulder          | Ray Doherty                | 39     | 8     |
| 4       | The Vard Sisters  | Seol                   | Liam Lawton                | 92     | 2     |
| 5       | Family            | Save This Dance for Me | Danny Sheerin, Des Sheerin | 57     | 6     |
| 6       | Seán Monaghan     | Ina measc              | Sean Monagahan             | 43     | 7     |
| 7       | The Carter Twins  | Make the Change        | Ronan Keating              | 77     | 4     |
| 8       | Jo Collins        | Overload               | Jo Collins                 | 84     | 3     |

## Eurovision
La chanson est la 13e dans l'ordre de passage de la soirée. Paul Harrington, qui remporta le Concours Eurovision de la chanson 1994, est dans le chœur. 
À la fin du vote, la chanson obtient 64 points et finit neuvième sur les vingt-cinq participants.

### Points attribués par l'Irlande
| 12 points | Malte       |
| 10 points | Pays-Bas    |
| 8 points  | Allemagne   |
| 7 points  | Belgique    |
| 6 points  | Israël      |
| 5 points  | Royaume-Uni |
| 4 points  | Norvège     |
| 3 points  | Croatie     |
| 2 points  | Suède       |
| 1 point   | Estonie     |

### Points attribués à l'Irlande
| 12 points | 10 points             | 8 points                           | 7 points                                           | 6 points                      |
| --------- | --------------------- | ---------------------------------- | -------------------------------------------------- | ----------------------------- |
|           |                       | - Roumanie - Royaume-Uni - Turquie | - Macédoine                                        | - Hongrie - Malte             |
| 5 points  | 4 points              | 3 points                           | 2 points                                           | 1 point                       |
|           | - Norvège - Slovaquie |                                    | - Allemagne - Croatie - Estonie - Pologne - Suisse | - Portugal - Slovénie - Suède |